# Nelken in Aspik
Pour plus de détails, voir Fiche technique et Distribution.
Nelken in Aspik (en français Des œillets dans l'aspic) est un film est-allemand réalisé par Günter Reisch sorti en 1976.

## Synopsis
Wolfgang Schmidt travaille comme graphiste publicitaire à La Maison de la publicité. Il est mauvais, mais il sait parler et a ainsi beaucoup de relations. Il passe son temps libre à commenter des matchs de football et voudrait en faire son métier. Siegfried Huster, de la grande entreprise Bureau Central des Petits Imprimés, cherche un nouvel employé pour le siège. Le dossier de Schmidt lui fait bonne impression et, bien que Kühn, la directrice de La Maison de la publicité, essaie de le convaincre de l'incapacité de Schmidt, il ne la croit pas et décide de le convoquer. Lors de sa poignée de main avec Huster, Schmidt la trouve si forte qu'il serre les dents et perd une incisive. Comme il a tendance à bégayer, il ne dit rien aux questions de Huster puis parle rapidement.
Après le travail, il part commenter les matchs de football. Mais son zézaiement et des propos déplacés déconcentrent Jonas, le gardien de but, qui marque contre son camp et se fait expulser pour insulte et jure de se venger de Schmidt. Ils se retrouvent bientôt chez le dentiste : Schmidt est le patient, Jonas le médecin. À sa grande surprise, le dentiste remarque en regardant les radiographies que Schmidt a ses dents de lait, ses dents définitives et même quelques dents d'une troisième série. Il lui enlève le deuxième incisive, sinon la troisième ne pourra pas percer et lui recommande de manger des aliments mous pendant six mois. Schmidt se rend ensuite chez le psychiatre, mais il reste muet devant le spécialiste. Il se laisse pousser une grosse barbe et découvre, stupéfait, qu'il est promu directeur adjoint.
Mais il ne guérit pas de son mutisme sélectif. À la foire commerciale de San Francisco, en utilisant des poupées pour s'exprimer, il parvient à vendre des milliers de Marchand de sable et de Pittiplatsch. Il a une réputation de plus en plus appréciée, sa collègue Cilly le remarque et se met en couple avec lui. Schmidt devient directeur par intérim, mais face à de plus grandes responsabilités, il est de plus en plus désorienté et impuissant. Sur les conseils de son psychiatre, il propose de davantage rationaliser la gestion du groupe. Il est nommé par la suite directeur général. Il prend une décision radicale : il cesse toute activité et laisse en blanc les encarts publicitaires de l'entreprise. Mais cela suscite la curiosité et Schmidt devient connu. Il confie à Huster la raison de son mutisme. Il quitte la ville avec l'envie d'en finir avec la vie, il se jette au-dessus des rails d'une ligne abandonnée. Le lendemain, il se réveille et découvre qu'il peut à nouveau parler, car ses troisièmes dents ont poussé. Il réussit bien professionnellement.
Cinq ans plus tard, Schmidt est marié avec Cilly, ils ont plusieurs enfants. Schmidt a une carrière professionnelle épanouie : il est guide touristique et fait usage de son talent pour la parole.

## Fiche technique
- Titre : Nelken in Aspik
- Réalisation : Günter Reisch assisté de Dirk Jungnickel et de Georgi Kissimov
- Scénario : Kurt Belicke, Günter Reisch
- Musique : Reinhard Lakomy (de)
- Direction artistique : Harry Leupold (de)
- Costumes : Werner Bergemann
- Photographie : Günter Haubold
- Son : Gerhard Ribbeck
- Montage : Monika Schindler
- Production : Martin Sonnabend
- Sociétés de production : DEFA
- Société de distribution : VEB Progress Film-Vertrieb
- Pays d'origine :  Allemagne de l'Est
- Langue : allemand
- Format : Couleurs - 1,66:1 - Mono - 35 mm
- Genre : Comédie
- Durée : 90 minutes
- Dates de sortie :
  - Allemagne de l'Est : 24 septembre 1976.

## Distribution
- Armin Mueller-Stahl: Wolfgang Schmidt
- Erik S. Klein (de): Siegfrid Huster
- Helga Sasse (de): Cilly
- Helga Göring: Kühn
- Norbert Christian (de): Le psychiatre
- Winfried Glatzeder: Dr Jonas
- Eberhard Cohrs (de): Eberhard Kurz
- Herbert Köfer: Dietmar von Fredersdorff-Lützenheim
- Eva-Maria Hagen: Helene
- Edwin Marian (de): Bernie
- Traute Sense (de): Employé de La Maison de la publicité
- Horst Papke (de): Employé de La Maison de la publicité
- Horst Rehberg (de): Employé de La Maison de la publicité
- Jürgen Zartmann (de): Sergent Schwankreuz
- Lutz Stückrath (de): Employé de Bleurop
- Brigitte Krause: La critique
- Hans-Joachim Hanisch (de): Le reporter sportif
- Erich Mirek (de): Le chef de la Commission
- Werner Godemann (de): Le gros fumeur
- Carl Heinz Choynski (de): Le non-fumeur
- Werner Lierck (de): Le chauffeur de Huster
- Stefan Lisewski (de): Un Texan
- Reinhard Lakomy (de): Le chanteur
- Barbara Adolph (de): Un commercial à l'extérieur
- Hans Knötzsch (de): Un commercial à l'extérieur
- Gerd Staiger (de): Un commercial à l'extérieur
- Willi Neuenhahn (de): Un pompier
- Günter Schubert (de): Un ingénieur
- Gisbert-Peter Terhorst (de): Un ingénieur
- Regine Albrecht (de): Une hôtesse de l'air
- Gianina Gilde: Une hôtesse de l'air
- Helga Probst-Gericke: Une hôtesse de l'air
- Elke Kunsch: La secrétaire américaine
- Robert Trösch: L'homme d'affaires suisse
- Lothar Tarelkin: Un dessinateur
- Lydia Billiet: Une dessinatrice
- Werner Pfeifer (de): Le directeur de production
- Willi Schrade (de): Un fonctionnaire aux sports
- Peter Köhncke (de): Un fonctionnaire aux sports
- Peter Hölzel: Un photoreporter
- Günter Reisch: Un passager
- Kurt Belicke: Un passager
- Fred Delmare: Le chauffeur de taxi
- Hans Rohr: L'agent des douanes
- Rosemarie Herzog: Un voyageur
- Hans-Heinrich Gülzow: Un voyageur
- Hans Feldner: Un voyageur
- Wolfgang Arnst: Un voyageur
- Walter Kaufmann (de): Un Américain
- Harald Hauser (de): Un Américain
- Dieter Bisetzki: Le présentateur du journal télévisé
- Beate Pammler: Une danseuse
- Carmen Steinert: Une danseuse
- Margrit Manz: Une Japonaise
- Dagmar Dempe (de): Une Japonaise
- Dirk Jungnickel: Un photoreporter
- Heinz Metzler: L'arbitre
- Eckhard Becker (de): Le médecin
- Georgi Kissimov: Un reporter
- Anna-Marietta Anday: Une dessinatrice
- Joachim Pape (de): Le chef de service

## Histoire
Calquée sur les "comédies excentriques" soviétiques, Nelken in Aspik est tournée en 1976 à Berlin. La première a lieu Panorama-Palast d'Erfurt le 24 septembre 1976. À la suite de la fuite vers l'Ouest de Wolf Biermann, de nombreux acteurs du film font de même, le film est retiré peu de temps après.

## Source de la traduction
- (de) Cet article est partiellement ou en totalité issu de l’article de Wikipédia en allemand intitulé « Nelken in Aspik » (voir la liste des auteurs).